# Stilbina koreana
Stilbina koreana är en fjärilsart som beskrevs av Max Wilhelm Karl Draudt 1934. Stilbina koreana ingår i släktet Stilbina och familjen nattflyn. Inga underarter finns listade i Catalogue of Life.